# Шопфлох (Шварцвалд)
Шопфлох (њем. Schopfloch) општина је у њемачкој савезној држави Баден-Виртемберг. Једно је од 16 општинских средишта округа Фројденштат. Према процјени из 2010. у општини је живјело 2.595 становника. Посједује регионалну шифру (AGS) 8237061.

## Географски и демографски подаци
Шопфлох се налази у савезној држави Баден-Виртемберг у округу Фројденштат. Општина се налази на надморској висини од 584-716 метара. Површина општине износи 17,0 km². У самом мјесту је, према процјени из 2010. године, живјело 2.595 становника. Просјечна густина становништва износи 152 становника/km².